# Teofil Modelski
Teofil Emil Modelski (ur. 16 listopada 1881 we Lwowie, zm. 5 marca 1967 w Krakowie) – polski historyk, mediewista, archiwista.

## Życiorys
Syn Rozalii. Absolwent historii Uniwersytetu Lwowskiego, gdzie w 1910 uzyskał doktorat, a 1919 habilitację z zakresu historii średniowiecznej powszechnej. Od 1909 do 1924 pracował jako nauczyciel w gimnazjach lwowskich. Jako docent UL uczył historii i geografii uczył w C. K. Gimnazjum VII we Lwowie z polskim językiem wykładowym, późniejszym VII Państwowym Gimnazjum im. Tadeusza Kościuszki we Lwowie, a w pierwszym półroczu roku szkolnego 1920/1921 otrzymał zniżkę godzin obowiązkowych do połowy celem umożliwienia prowadzenia wykładów na uniwersytecie.
Od 1918 pracował w Archiwum Uniwersytetu Jana Kazimierza we Lwowie, którego dyrektorem był prof. Ludwik Finkel. Od 1918 do 1924 był kierownikiem Zarządu Archiwalnego przy Dowództwie Okręgu Korpusu nr VI we Lwowie. Był urzędnikiem Ministerstwa Spraw Wojskowych. Jako docent wykładał na UJK. W okresie 1924–1930 profesor nadzwyczajny był kierownikiem Katedry Historii Średniowiecznej Powszechnej i Nauk Pomocniczych Historii na Uniwersytecie Stefana Batorego w Wilnie. Tam w 1928 został przewodniczącym Wydziału III Towarzystwa Przyjaciół Nauk, zaś od 1929 do 1930 był redaktorem pisma „Ateneum Wileńskie”. W 1930 ponownie został zatrudniony na UJK jako kierownik Katedry Historii Średniowiecznej Powszechnej. Od 1930 profesor zwyczajny. Od tego roku był także kierownikiem Archiwum UJK. W okresie 1932–1937 redaktor pisma „Kwartalnik Historyczny”. Od 1933 do 1934 był dziekanem, a od 1934 do 1935 prodziekanem Wydziału Humanistycznego. Od 1936 był kierownikiem Komisji Naukowej Towarzystwa Badania Historii Obrony Lwowa i Województw Południowo-Wschodnich. Członek Towarzystwa Historycznego we Lwowie.
2 maja 1923 został odznaczony Krzyżem Kawalerskim Orderu Odrodzenia Polski.
Po wybuchu II wojny światowej w okresie okupacji pracował na przemianowanym Uniwersytecie Iwana Franki, a także wykładał historię średniowiecza na tajnym UJK, w tym czasie chorował, a w wykładach wspomagał go prof. Roman Grodecki. Latem 1944 przebywał w okolicach Łańcuta, skąd na początku 1945 wraz z grupą byłych profesorów lwowskich, trafił na Uniwersytet Jagielloński w Krakowie. Nie uzyskawszy posady profesora na UJ, jesienią 1945 przeniósł się do Wrocławia, gdzie został profesorem Uniwersytetu Wrocławskiego i Politechniki. Od 1946 kierownik Katedry Historii Średniowiecznej Powszechnej, od 1946 do 1950 dziekan Wydziału Humanistycznego. W 1950 przeniesiony w stan spoczynku, po czym od 1950 do 1960 był kierownikiem archiwum uniwersyteckiego. W okresie PRL był rozpracowywany przez komunistyczne służby bezpieczeństwa.
Schyłek życia spędził w Krakowie, gdzie zmarł i został pochowany na cmentarzu Rakowickim (kwatera LXVIII-19-97/98/99).

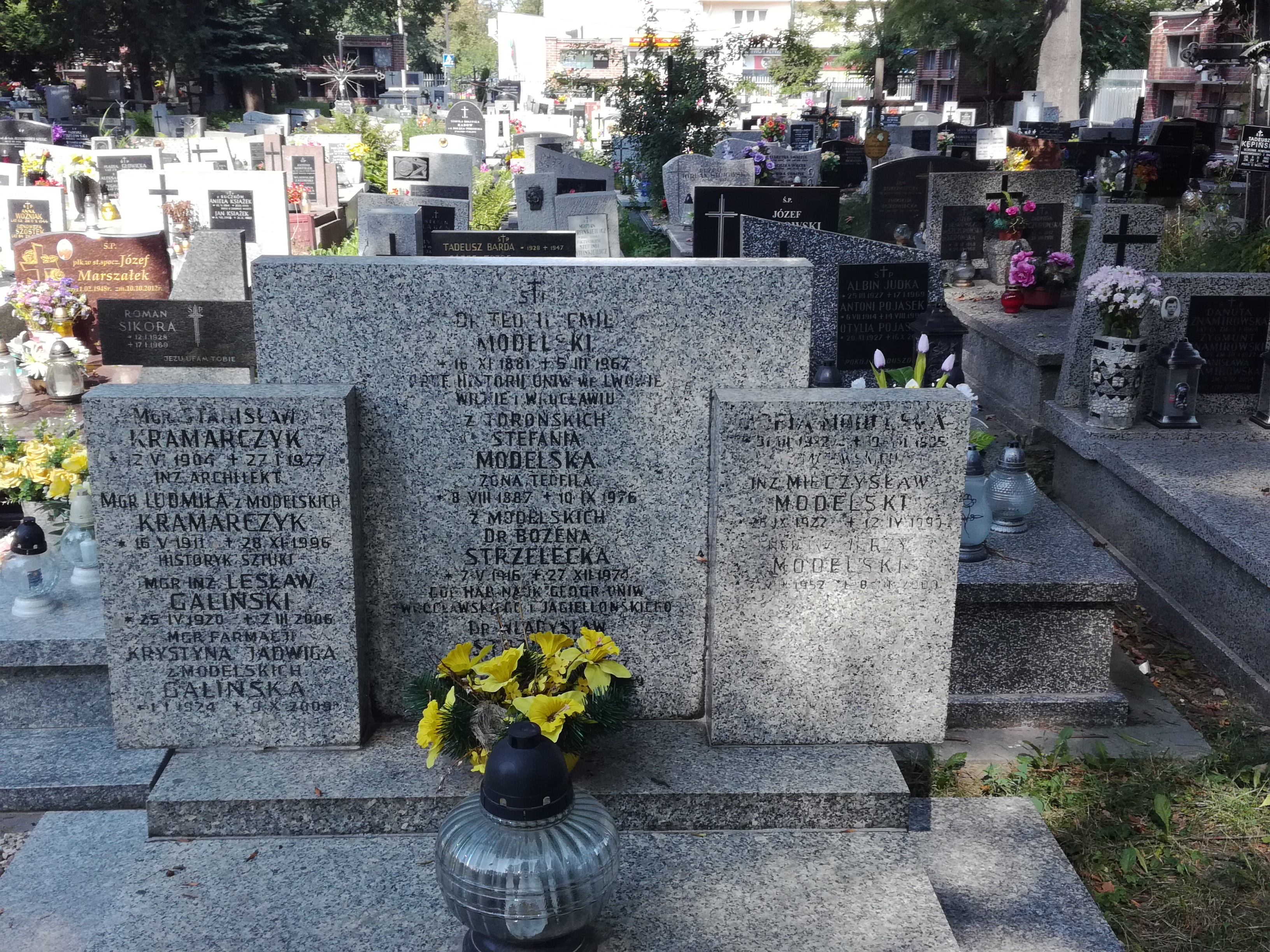
Grób prof. Teofila Modelskiego na cmentarzu Rakowickim

Jego bratem był generał Izydor Modelski, a kuzynem Stanisław Widacki.
Do grona jego uczniów należeli m.in.: ks. Edmund Nowak, ks. Jan Poplatek, Marian Haisig, Jadwiga Helena Samborska, Michał Seredyński.